# Mamers Valles

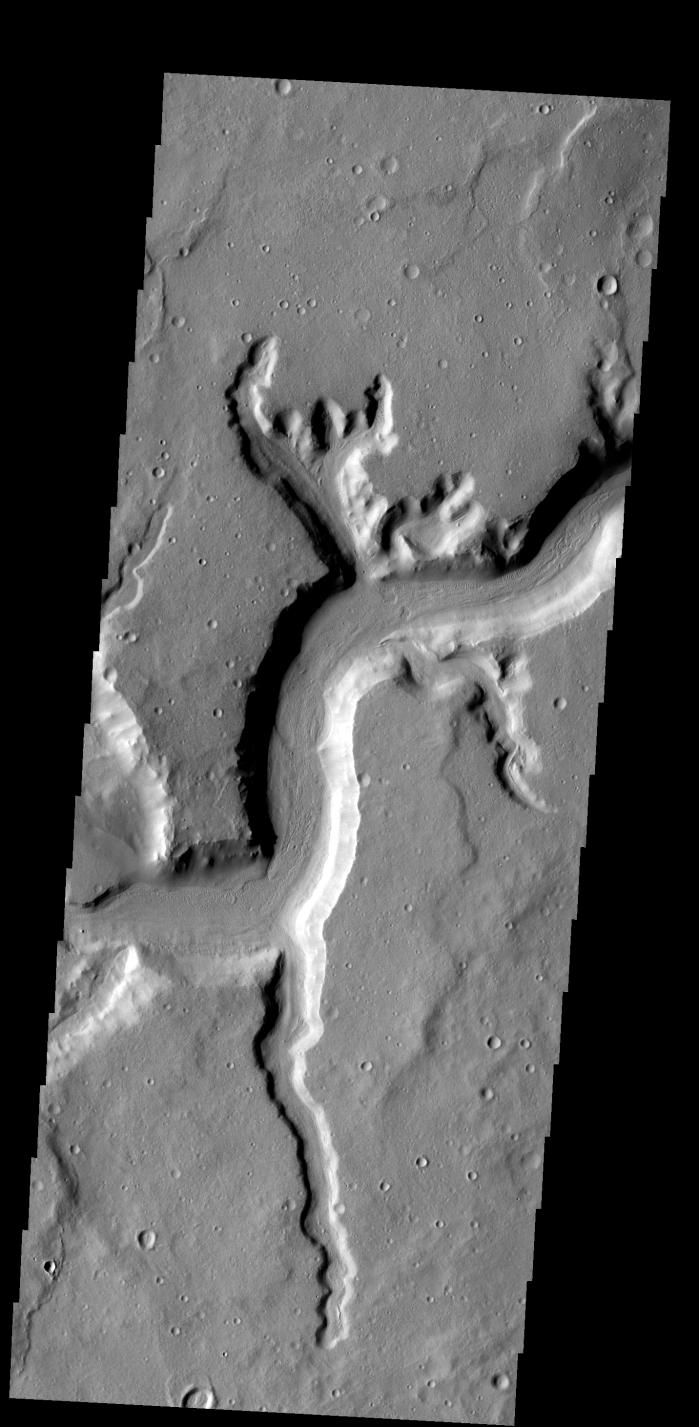

Mamers Valles é um longo cânion no norte do planeta Marte. Cobre uma extensão de 1000 quilômetros, cortando os planaltos repletos de crateras de Arabia Terra, desde a cratera Cerulli até Deuteronilus Mensae próximo à borda das vastas planícies setentrionais de Marte. Em sua seção intermediária, possui uma largura de 25 km e profundidade de 1200 metros.
A teoria mais popular declara que o cânion foi provavelmente formado pela água ou pela lava, com o fluxo do sul para o norte e material adicional fluindo do desfiladeiro rumo ao leito do vale. De acordo com a teoria mais popular, formações lineares no fundo do vale indicam possíveis fluxos de lava e que o gelo pode ser ainda abundante no local. O Mamers Valles data do período Hesperiano inferior, por volta de 3.8 bilhões de anos atrás. 
Um cânion tributário na borda noroeste de Mamers Valles, próximo à sua desembocadura (visto ao fundo da foto do fundo à direita) é um box canyon.  Especula-se que tais cânions (com headwalls arredondados e nenhuma entrada óbvia) tenham sido formados por um processo de erosão por infiltração. No entanto, tem sido sugerido que este lado do cânion tenha sido formado por uma inundação catastrófica (Lamb, 2008).  Esse caso é apoiado pela comparação com o Box Canyon, Idaho, Estados Unidos, que exibe uma morfologia similar, e também formações como bacias de dissipação, marcas rochosas na parede do headwall, e um entalhe na parede do headwall, sugerindo um grande volume de fluxo.
Mamers Valles recebeu o nome em 1976, sendo a palavra osca para Marte.